# Kamov Ka-60
Kamov Ka-60 Kasatka (rusky: Камов Ка-60 Касатка, Kosatka) je ruský víceúčelový vrtulník z 90. let 20. století. Jde o první sériový typ konstrukční kanceláře Kamov, který nemá dva souosé nosné rotory.[zdroj?] Let prvního civilního stroje označeného jako Ka-62 se datuje do roku 1993.[zdroj?] První prototyp vojenské verze vzlétl 24. prosince 1998, sériová letadla byla zavedena do silových složek Ruska roku 2001.[zdroj⁠?!]

## Verze
Ka-60
Základní model.
Ka-60U
Cvičný.
Ka-60K
Námořní verze
Ka-60R
Průzkumná verze.
Ka-62
Civilní model pro ruský trh. Jako pohon slouží motory Turboméca Ardiden 3G.
Ka-64 Sky Horse
Vývozní model. Na západě certifikovaný, vybavený motory General Electric T700/CT7-2D1 s pětilistým hlavním rotorem.

## Uživatelé
Rusko

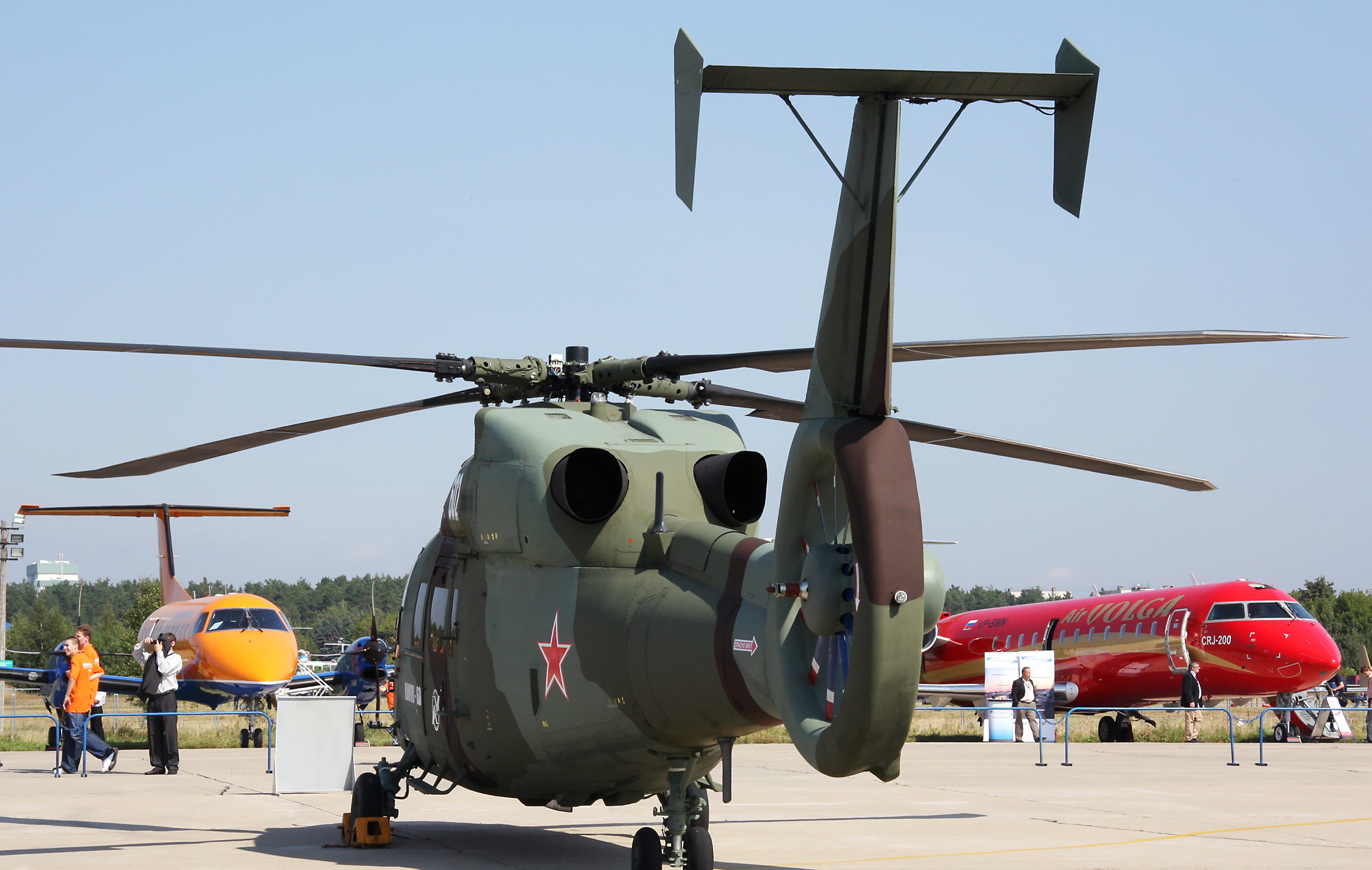
Ka-60

- Vojenské vzdušné síly Ruské federace – 33 ve službě[2]

74 objednaných 
 Brazílie
Objednáno 14 Ka-62 + 20 plánováno

## Specifikace

### Technické údaje
- Osádka: 2
- Kapacita:
  - Do 14 pěších jednotek nebo 6 nosítek (Ka-60)
  - 14 cestujících (Ka-62)
  - 2 000 kg (uvnitř), 2 750 kg (vně, Ka-60)
- Průměr nosného rotoru: 13,50 m
- Délka: 15,60 m
- Výška: 4,6 m
- Plocha rotoru: 143,10 m²
- Vzletová hmotnost: 6 000 kg
- Maximální vzletová hmotnost: 6 500 kg
- Pohonná jednotka: 2× turbohřídelový motor Rybinsk RD-600V, každý o výkonu 956 kW

### Výkony
- Maximální rychlost: 300 km/h
- Cestovní rychlost: 275 km/h
- Dostup: 5 150 m
- Dolet: 615 km
- Stoupavost: 10,4 m/s